# Yan Fang
Yan Fang (chiń. 閻芳; pinyin Yán Fāng; ur. 26 lipca 1969 w Pekinie, zm. 9 lutego 2020) – chińska softballistka występująca na pozycji drugobazowej, medalistka olimpijska.
Dwukrotna olimpijka (IO 1996, IO 2000). Wraz z drużyną osiągnęła srebrny medal w Atlancie i zajęła czwarte miejsce podczas igrzysk w Sydney, występując kolejno w dziesięciu i ośmiu spotkaniach.
Trzykrotnie zdobyła złoty medal igrzysk azjatyckich (1990, 1994, 1998).